# Санинструктор

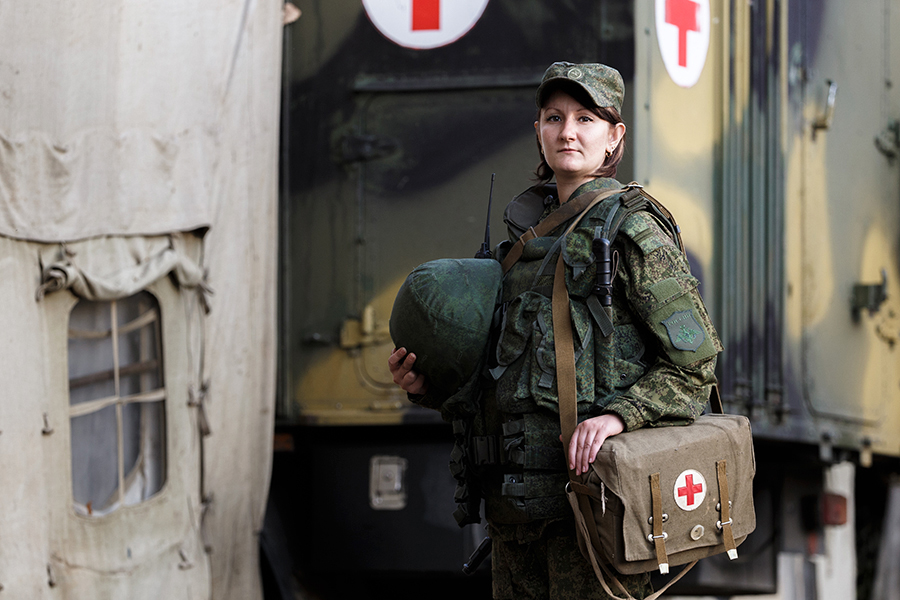
Военный медик, младший сержант российской армии, 2019 год

Санита́рный инстру́ктор (сокращённо санинстру́ктор; ВУС в вооруженных силах РФ — 878659А, относится к младшему медицинскому персоналу, состав категории учёта (должность) — от ефрейтора до сержанта, в ВДВ — старший сержант) — должностное лицо первого звена военно-медицинской службы, прошедшее специальную военно-медицинскую подготовку, в том числе в учебном подразделении, и ответственное за медицинское обеспечение роты или батареи. 
Санинструкторы также служат в медицинских взводах батальонов.
Во время Великой Отечественной войны в РККА среди санинструкторов и санитаров в действующей армии на передовой 60 % составляли мужчины и 40 % — женщины.
Подготовкой санитарных инструкторов из числа гражданского персонала с выдачей соответствующих документов образца занимаются в том числе:
- Военно-медицинская академия имени С. М. Кирова (г. Санкт-Петербург)
- Учебный центр подготовки «Медсанбат»
- Центр специальной подготовки «Такмед»

В Русской императорской армии аналогом санинструкторов были ротные фельдшеры, которые оказывали доврачебную помощь раненым, а выносом раненых с поля боя занимались полковые носильщики, организационно входившие в команду носильщиков полкового (дивизионного) лазарета (в мирное время имелось 4 носильщиков на роту, а в военное время их число в полку значительно возрастало).

## Обязанности

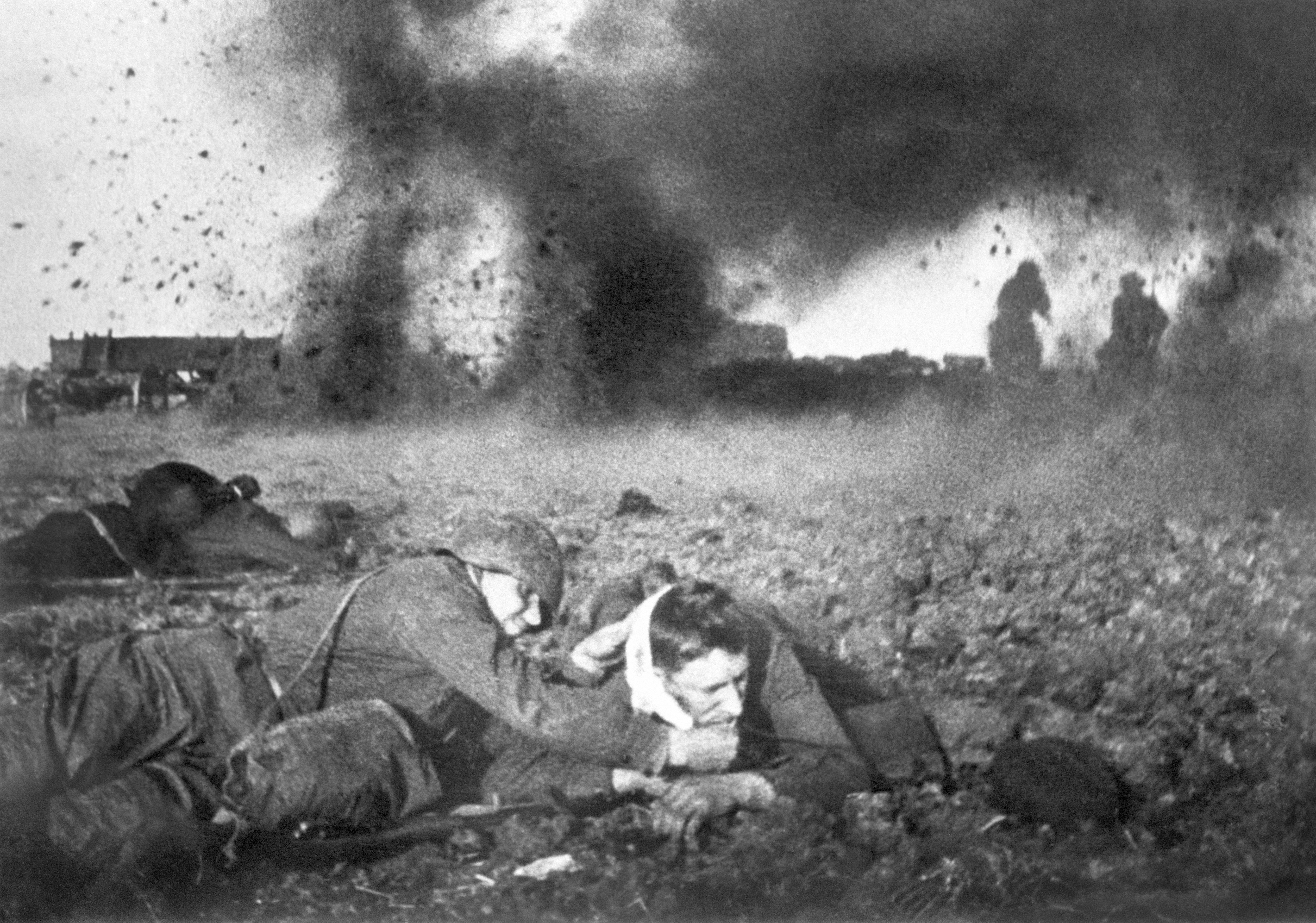
Саниинструктор оказывает помощь раненому красноармейцу во время боя в Подмосковье, 21 сентября 1941 года.

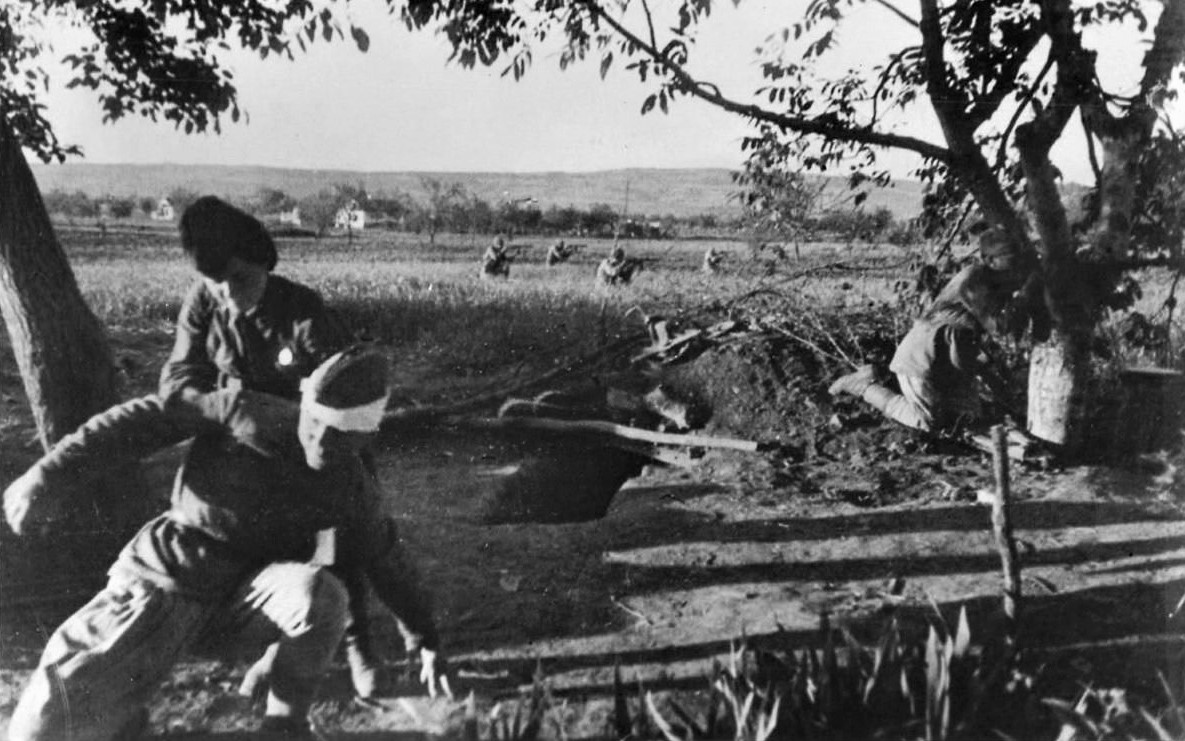
Санинструктор Брюкова оказывает помощь красноармейцу, раненому в голову во время боя за Новороссийск. 1943 г.

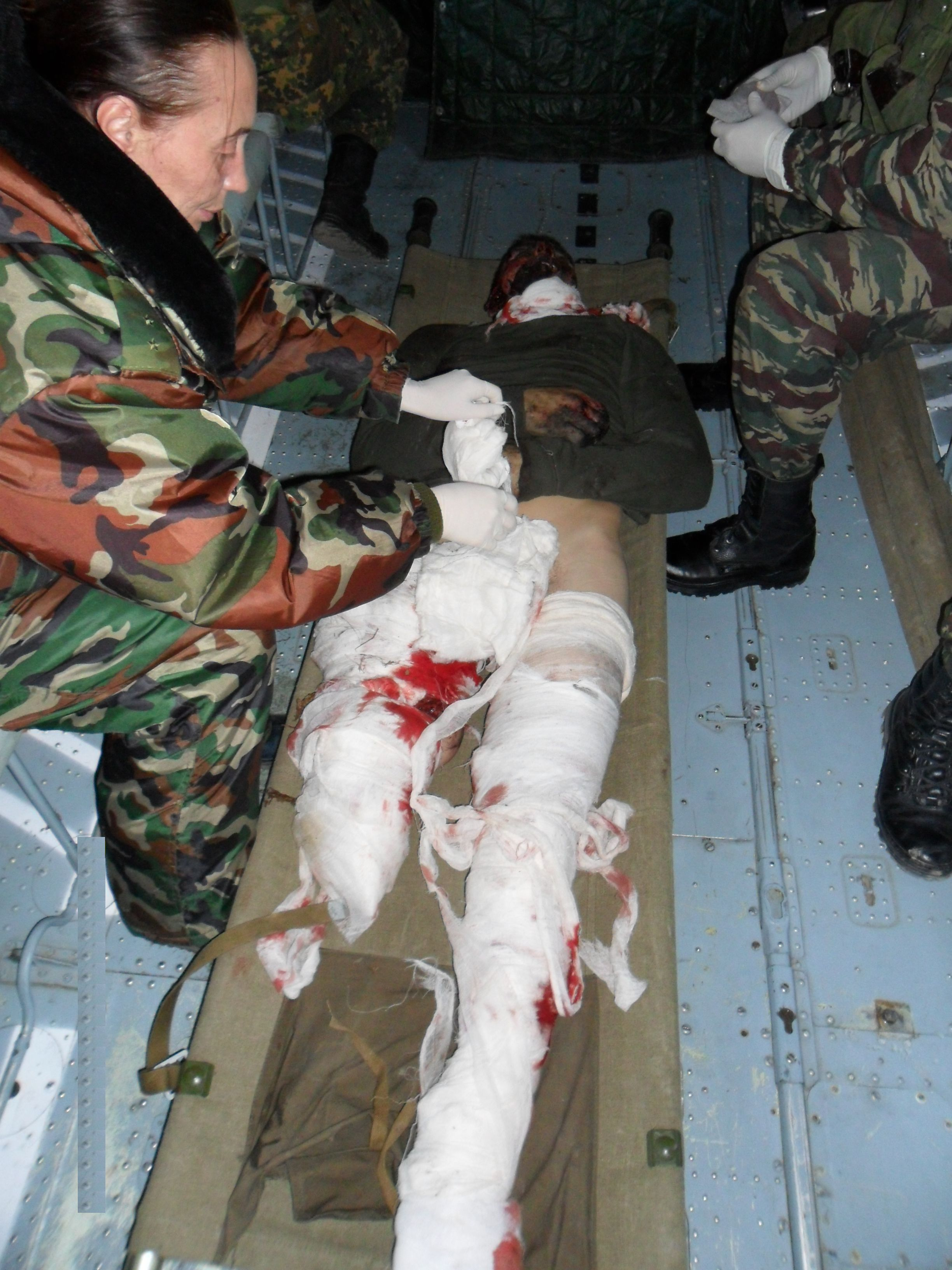
Эвакуация раненых. Чечня. 2010 г.

Санинструктор осуществляет наблюдение за состоянием здоровья военнослужащих, контролирует соблюдение гигиенических требований в подразделении, следит за своевременностью помывки личного состава и смены белья, проводит телесные осмотры, а также несёт ответственность за подготовленность личного состава в оказании само- и взаимопомощи.
Санинструктор организовывает медицинское обеспечение своего подразделения (роты, батареи), используя штатных (в мотострелковой роте), приданных или выделенных для этой цели из числа солдат санитаров (стрелок-санитар, санитар-носильщик, водитель-санитар).
Во время выполнения ротой служебно-боевых задач, в том числе в военное время, в соответствии с задачей своего подразделения санинструктор совместно с подчинёнными ему санитарами проводит медицинскую разведку района расположения и боевых действий роты. Осуществляет своевременный розыск раненых и больных и обеспечивает вынос и/или вывоз пострадавших с поля боя (очагов поражения).
По обнаружении раненых лично оказывает первую, а при необходимости и доврачебную помощь, независимо от условий обстановки. Контролирует своевременность и качество первой помощи, оказанной санитарами-стрелками. Участвует в извлечении раненых из-под завалов, из танков, боевых машин и принимает участие в тушении горящего обмундирования раненых.

## Подчинение
Санитарный инструктор подчиняется непосредственно командиру роты (подразделения), а по специальности — врачу или фельдшеру батальона. Им же он докладывает о медицинской обстановке. В медпунктах и в военно-медицинских учреждениях по указанию врача/фельдшера санинструктор выполняет различные обязанности среднего медперсонала. Однако за отсутствием фельдшера по усмотрению начальника медицинской службы полка (бригады) он может наделяться также обязанностями фельдшера, не отличающимися от обязанностей обычного участкового терапевта и врача скорой помощи.

## Оснащение
Оснащение санинструктора состоит главным образом из сумки медицинской войсковой (СМВ), или группового рюкзака содержащей необходимые средства для оказания первой помощи: антидоты, обезболивающие средства, перевязочный материал, кровоостанавливающие жгуты, шины медицинские пневматические, S-образный воздуховод для проведения искусственного дыхания и тому подобное. Кроме того, санитарный инструктор имеет носилочную лямку или носилки медицинские складные, нарукавную повязку с изображением Красного Креста, личное оружие (автомат), флягу, малую пехотную лопату (МПЛ-50), противогаз, средства индивидуальной защиты (СИЗ).
В штурмовых и аэромобильных подразделениях, а также в современных подразделениях специального назначения (например, в спецназе Росгвардии) вместо сумки медицинской войсковой санинструкторы могут иметь медицинские рюкзаки тактические. Также они могут быть оснащены дополнительными бронежилетами, касками, средствами защиты отдельных частей тела, разгрузочной системой (жилетами) с фиксированными подсумками для магазинов и гранат, стропорезами и прочим.